# Фон дер Пален, Павел Петрович
Граф Па́вел Петро́вич фон-дер-Па́лен (нем. Paul Peter Adolph Graf von der Pahlen; 1862—1942) — бауский уездный предводитель дворянства, член Государственного совета по выборам.

## Биография
Лютеранин. Из потомственных дворян Курляндской губернии. Землевладелец той же губернии (среди родовых имений — Пацен и Кауцминде). Сын графа Петра Ивановича фон-дер-Палена (1824—1907).
Окончил Митавскую гимназию (1880) и юридический факультет Варшавского университета со степенью кандидата прав (1885).
В 1887 году поступил на службу в Государственную канцелярию. В 1889 году вышел в отставку и поселился в одном из своих курляндских имений. В том же году был избран Бауским уездным предводителем дворянства, в каковой должности пробыл до 1912 года. Также состоял почетным мировым судьей Митаво-Бауского округа. В 1907 году унаследовал майорат Кауцминде. Дослужился до чина статского советника (1914), из наград имел ордена св. Станислава 2-й степени (1893), св. Анны 2-й степени (1896) и св. Владимира 4-й степени (1906). Был членом Балтийской конституционно-монархической партии и председателем Союза немцев Курляндии (1910—1914).
15 сентября 1912 года избран членом Государственного совета от съезда землевладельцев Курляндской губернии на место графа В. Е. Рейтерна. Входил в группу центра. В 1915 году выбыл из состава Госсовета за окончанием срока полномочий. В 1915 году вновь состоял Бауским уездным предводителем дворянства.
В 1915—1916 годах жил в Петрограде, в 1917—1918 годах — на финляндском курорте Куопио. В 1918 году входил в состав Балтийского национального комитета.
В эмиграции в Германии, жил в Ростоке. Состоял председателем Объединения коренных курляндских дворян, а также Союза курляндских и южнолифляндских землевладельцев. Оставил воспоминания.
С 1895 года был женат на баронессе Фреде фон Тюнген (1870—1958), имел пятеро детей.
Скончался в 1942 году в Потсдаме.